# Рідкісні предмети
«Рідкісні предмети» (англ. Rare Objects) — американський фільм 2023 року, знятий режисеркою-дебютантом, акторкою Кеті Голмс, яка також є співавторкою сценарію, продюсеркою та виконавицею однієї з головних ролей. У головних ролях також знялися актори Джулія Майорга, Сандра Сантьяго, Дерек Люк, Алан Каммінг. Фільм заснований на однойменному історичному фантастичному романі американської письменниці Кетлін Тессаро 2016 року.

## Сюжет
Беніта Парла (акторка Джулія Майорга) прагне налагодити своє життя після того, як вона почала працювати в антикварному магазині. Беніта відновлює свою впевненість, працюючи із приязним роботодавцем Пітером Кесслером (Алан Каммінг). У той самий час вона також зустрічає одну зі своїх подруг, Діану Ван дер Лаар (Кеті Голмс), яка страждає психічним захворюванням. Через дружбу Беніта почала дізнаватися більше про себе та своє оточення.

## Акторський склад
- Джулія Майорга — Беніта Парла
- Кеті Голмс — Діана Ван дер Лаар
- Сундра Сантьяго — Еймі Парла
- Кенді Баклі — Лінда Ван дер Лаар
- Джанкарло Відріо — Ентоні
- Дерек Люк — Бен Віншоу
- Алан Каммінг — Пітер Кесслер
- Дерек Александер Флінн — Джеймс Ван дер Лаар
- Джимі Стентон — Кріс
- Олівія Джілльєтт — Енджі

## Випуск
Фільм вийшов у прокат 14 квітня 2023 року.

### Українське озвучення
Українською мовою озвучено студією MEGOGO у 2023 році. Ролі озвучували: Олександр Тарасенко, Вадим Лисяний, Ксенія Федорова, Денис Сай, Крістіна Чехачова, Вікторія Тишкевич.

## Сприйняття
Фільм отримав неоднозначні відгуки кінокритиків. Він має рейтинг схвалення 43 % на вебсайті агрегатора рецензій Rotten Tomatoes на основі 14 відгуків. Калум Марш із «Нью-Йорк таймс» написав: «Іноді кілька безглуздих ефектних довгих дублів нічого не додають і відвертають увагу».